# Sư đoàn 968, Quân đội nhân dân Việt Nam
Sư đoàn 968 là một sư đoàn bộ binh của Quân đội nhân dân Việt Nam, được thành lập ngày 28 tháng 6 năm 1968 với nhiệm vụ ban đầu là bảo vệ tuyến hành lang phía tây đường mòn Hồ Chí Minh trong thời kỳ chiến tranh Việt Nam.
Đây là một trong những sư đoàn được Nhà nước Việt Nam trao tặng danh hiệu Anh hùng lực lượng vũ trang nhân dân vào năm 1978.

## Lịch sử hình thành[1]

### Ngày đầu thành lập
Theo yêu cầu của chiến tranh, ngày 28/6/1968, Sư đoàn 968 được thành lập trên cơ sở "Đoàn chuyên gia quân sự 763 - 565" và các đơn vị Việt Nam đang hoạt động tại chiến trường nam Lào, với tên gọi ban đầu là "Đoàn 968 Quân tình nguyện Nam Lào" trực thuộc Quân khu IV. Từ đó đến nay Sư đoàn lần lượt mang các phiên hiệu: "Đoàn 968 Quân tình nguyện Nam Lào", "Mặt trận 968", "Mặt trận X", "Mặt trận Z", "Mặt trận Y" và "Sư đoàn bộ binh 968".
Trước năm 1975, Sư đoàn hoạt động chủ yếu tại khu vực Savannakhet, Salavan, Champasak, Xekong... để bảo vệ khu vực phía Tây đường Hồ Chí Minh. Đối tượng tác chiến chủ yếu là lực lượng đặc biệt Thái Lan (do Mỹ xây dựng) và các đơn vị lính Hoàng gia Lào (GM 41, GM 42...) và phối hợp với Pathét Lào giải phóng các địa bàn chiến lược Trung- Hạ Lào.
Thời kỳ này Sư đoàn đã có các trận đánh tiêu biểu như:
- Tháng 4 năm 1971 cùng Sư đoàn 2 đánh cao nguyên Bolovens (dọc đường từ Paksong đi Pakse) từ Paksong đến bản NIG.
- Tháng 6 năm 1971 đánh cứ điểm Muang Không Sedon.
- Cuối tháng 5 năm 1972 tổ chức tấn công thị xã KonTum. Trận đánh thất bại vì các cuộc ném bom B52 dữ dội đã khiến đơn vị không thể tiến đánh Kontum và rút lui trước nguy cơ thương vong vì bom B52.
- Tháng 9-12 năm 1972 đánh giải phóng thị xã Salavan, Tha Teng...
- Tháng 8/1972 - 2/1973 chiến dịch cao nguyên Bolovens - Paksong (lần 2).

### Giai đoạn từ 1974 - 1976
Năm 1974 trở về Việt Nam tham gia chiến dịch giải phóng miền Nam năm 1975 và sau 30/4/1975 là đơn vị chủ yếu truy quét Fulro ở Tây Nguyên.
Tháng 11 năm 1974, Sư đoàn 968 thay chân Sư đoàn 320 tại Tây Nguyên. Ngày 24(26,28)/2/1975 Trung đoàn 19 của Sư đoàn 968 đánh các căn cứ Đồn Tầm, Chốt Mỹ, Thanh Bình, Thanh An... trên đường 19 kéo dài đoạn Hàm Rồng - Đức Cơ, chốt giữ trục đường này. Giữ chân trung đoàn 45 chủ lực của Sư đoàn 23 VNCH và các liên đoàn BĐQ Sài Gòn, thực hiện nghi binh chiến dịch trong chiến dịch Tây Nguyên.
Cuối tháng 3 giữa tháng 4 năm 1975 tiến vào Pleiku, Kontum, đánh căn cứ Măng Giang, An Khê, Bình Khê (dọc đường 19). Tiến xuống đồng bằng đánh Bình Định, Phù Cát, Quy Nhơn, Cam Ranh...
Sau năm 1976 sư đoàn trở lại Lào làm nhiệm vụ. Năm 1978, Sư đoàn 968 được Nhà nước Việt Nam tuyên dương "Anh hùng lực lượng vũ trang nhân dân". Các Trung đoàn 19, 39, tiểu đoàn 14 pháo cao xạ... cũng được phong anh hùng.

### Giai đoạn từ 1987 - nay
Sau năm 1987, Sư đoàn hoàn thành nhiệm vụ tại Lào và trở về Việt Nam, Hiện tại, Sư đoàn đứng chân tại Nam Quân khu IV, ở 3 tỉnh Quảng Bình, Quảng Trị, Thừa Thiên - Huế.

## Các đơn vị trực thuộc[1]
Sư đoàn được biên chế thành 3 Trung đoàn bộ binh và 7 tiểu đoàn trợ chiến:
Trung đoàn 19, 176, 9
Tiểu đoàn 14, 15, 16, 17, 18, 24, 25

## Lãnh đạo Sư đoàn hiện nay
Sư đoàn trưởng: Đại tá Lê Chiến Thắng (sinh 1976)
Chính ủy Sư đoàn: Đại tá Nguyễn Thanh Hùng (sinh năm 1975)
Phó Sư đoàn trưởng kiêm TMT: Đại tá Phan Đức Khang (1976)
Phó Sư đoàn trưởng: Thượng tá Nguyễn Mạnh Hà
Phó chính ủy sư đoàn: Đại tá Phạm Văn Sâm(1974)

## Sư đoàn trưởng qua các thời kỳ
2014-7.2017, Hà Thọ Bình, Thiếu tướng (2018), hiện là Phó Tư lệnh kiêm Tham mưu trưởng Quân khu 4
7.2017- 3.2021, Phạm Văn Dũng, Đại tá, hiện là Phó Tham mưu trưởng Quân khu 4
6.2021- 10.2022, Nguyễn Xuân Thắng, Thượng tá, nguyên Phó Sư đoàn trưởng kiêm TMT Sư đoàn 324, hiện là Chỉ huy trưởng Bộ CHQS tỉnh Hà Tĩnh
10.2022-nay, Lê Chiến Thắng, Đại tá, nguyên Phó Sư đoàn trưởng kiêm TMT Sư đoàn 968

## Chính ủy qua các thời kỳ
-7.2017, Phan Văn Sỹ, Thiếu tướng (2019), hiện là Phó Chủ nhiệm Chính trị Quân khu 4
7.2017- 11.2018, Hoàng Văn Vinh, Đại tá, hiện là Phó Chủ nhiệm Ủy ban Kiểm tra Đảng ủy Quân khu 4
11.2018- 01.2020, Phạm Văn Đông, Đại tá, hiện là Chính ủy Bộ CHQS tỉnh Nghệ An
01.2020- nay, Nguyễn Thanh Hùng, Đại tá (7.2021)